# Ronnie Bucknum
Ronnie Bucknum, ameriški dirkač Formule 1, * 5. april 1936, Alhambra, Kalifornija, ZDA, † 23. april 1992, San Luis Obispo, Kalifornija, ZDA.

## Življenjepis
Debitiral je v sezoni 1964, ko je nastopil na Velikih nagradah Nemčije, Italije in ZDA, prav na vseh pa je odstopil. Sezono 1965 je začel s štirimi zaporednimi odstopil, nato pa je na domači in predzadnji dirki sezone za Veliko nagrado ZDA dosegel trinajsto mesto, na zadnji dirki sezone za Veliko nagrado Mehike pa je s petim mestom dosegel svojo edino uvrstitev med dobitnike točk v karieri. V naslednji sezoni 1965 je nastopil na dveh dirkah, Veliki nagradi ZDA, kjer je odstopil in Veliki nagradi Mehike, kjer je s šestim mestom le za mesto zgrešil uvrstitev med dobitnike točk. Med letoma 1966 in 1971 je sodeloval na dirki Indianapolis 500, kjer je najboljši rezultat dosegel leta 1970, ko je zasedel petnajsto mesto. Umrl je leta 1992.

## Popolni rezultati Formule 1
(legenda) (odebeljene dirke pomenijo najboljši štartni položaj, poševne pa najhitrejši krog, †-uvrščen kljub odstopu)
| Leto | Moštvo          | Šasija      | Motor     | 1   | 2       | 3       | 4       | 5   | 6       | 7   | 8       | 9       | 10    | Prv | Toč |
| ---- | --------------- | ----------- | --------- | --- | ------- | ------- | ------- | --- | ------- | --- | ------- | ------- | ----- | --- | --- |
| 1964 | Honda R & D Co. | Honda RA271 | Honda V12 | MON | NIZ     | BEL     | FRA     | VB  | NEM Ret | AVT | ITA Ret | ZDA Ret | MEH   | -   | 0   |
| 1965 | Honda R & D Co. | Honda RA272 | Honda V12 | JAR | MON Ret | BEL Ret | FRA Ret | VB  | NIZ     | NEM | ITA Ret | ZDA 13  | MEH 5 | 16. | 2   |
| 1966 | Honda R & D Co. | Honda RA273 | Honda V12 | MON | BEL     | FRA     | VB      | NIZ | NEM     | ITA | ZDA Ret | MEH 8   |       | -   | 0   |